# Валіни
Валіни (пол. Waliny) — село в Польщі, у гміні Волянув Радомського повіту Мазовецького воєводства.
Населення — 255 осіб (2011).
У 1975-1998 роках село належало до Радомського воєводства.

## Демографія
Демографічна структура станом на 31 березня 2011 року:
|          | Загалом | Допрацездатний вік | Працездатний вік | Постпрацездатний вік |
| -------- | ------- | ------------------ | ---------------- | -------------------- |
| Чоловіки | 125     | 22                 | 98               | 5                    |
| Жінки    | 130     | 25                 | 83               | 22                   |
| Разом    | 255     | 47                 | 181              | 27                   |